# European Football League 2014
Navigation
Eurobowl 2013 Eurobowl 2015
L'European Football League 2014, abrégée en EFL 2014, en français Ligue Européenne de Football Américain 2014, est la 28e édition de l'European Football League, la plus importante compétition européenne interclubs de football américain. 
Depuis la saison 2014, celle-ci est réservée aux équipes de Division I européenne. Ces équipes participent au tournoi dénommé BIG 6  lequel permet de se qualifier pour l'Eurobowl. 
Les équipes de Division II participent à la compétition dénommée EFL Bowl.

## Équipes participantes
| Club               | Titres |
| ------------------ | ------ |
| Groupe A           |        |
| Monarchs de Dresde | 0      |
| New Yorker Lions   | 2      |
| Vikings de Vienne  | 5      |
| Groupe B           |        |
| Berlin Adler       | 1      |
| Calanda Broncos    | 1      |
| Raiders du Tyrol   | 3      |

## Formule
Les six équipes sont réparties en deux groupes de trois. Toutes les équipes d’un même groupe se rencontre, à raison d’un match à domicile et un match à l’extérieur. Les premiers de chaque groupe se disputent le titre de champion d'Europe lors de l'Eurobowl.

## Résultats

### Groupe A
| Rang | Équipe             | Pts | J | G | N | P | Bp | Bc | Diff |
| ---- | ------------------ | --- | - | - | - | - | -- | -- | ---- |
| 1    | New Yorker Lions   | 2:2 | 2 | 1 | 0 | 1 | 30 | 24 | +6   |
| 2    | Monarchs de Dresde | 2:2 | 2 | 1 | 0 | 1 | 51 | 52 | -1   |
| 3    | Vikings de Vienne  | 2:2 | 2 | 1 | 0 | 1 | 49 | 54 | -5   |

- 3 mai 2014 :

Monarchs 10 - 17 Lions
- 17 mai 2014 :

Lions 13 - 14 Vikings
- 15 juin 2014 :

Vikings 35 - 41 Monarchs

### Groupe B
| Rang | Équipe           | Pts | J | G | N | P | Bp | Bc | Diff |
| ---- | ---------------- | --- | - | - | - | - | -- | -- | ---- |
| 1    | Berlin Adler     | 4:0 | 2 | 2 | 0 | 0 | 60 | 30 | +30  |
| 2    | Raiders du Tyrol | 2:2 | 2 | 1 | 0 | 1 | 50 | 35 | +15  |
| 3    | Calanda Broncos  | 0:4 | 2 | 0 | 0 | 2 | 37 | 82 | -45  |

- 12 avril 2014 :

Broncos 17 - 40 Raiders
- 17 mai 2014 :

Adler 42 – 20 Broncos
- 15 juin 2014 :

Raiders 10 - 18 Adler

### Eurobowl XXVIII
- 19 juillet 2014, à Berlin au Friedrich-Ludwig Jahnstadion :

Berlin Adler 20-17 New Yorker Lions